# Prionops gabela
Prionops gabela е вид птица от семейство Prionopidae. Видът е застрашен от изчезване.

## Разпространение
Видът е разпространен в Ангола.